# Hankyu

Hankyu Corporation (în japoneză 阪急電鉄株式会社　prescurtare: Hankyu, 阪急) este o societate feroviară de transport de călători din Japonia.
A fost fondată în 1907 și are sediul în Kita-ku, Osaka. Principalul său concurent este Keihan Electric Railway.

## Legături externe
- Materiale media legate de Hankyu la Wikimedia Commons
- Site web oficial